# Legends of Eisenwald
Legends of Eisenwald es un videojuego de rol táctico para un jugador publicado por Aterdux Entertainment. El juego fue inicialmente lanzado en acceso temprano en octubre de 2013 después de una exitosa campaña de Kickstarter, y fue oficialmente lanzado en Steam el 2 de julio de 2015.

## Gameplay
Legends of Eisenwald es un juego de rol fantástico situado en un ducado ficticio de Eisenwald en la Alemania medieval en tiempos del Sacro Imperio Romano Germánico. El foco principal de la historia en la campaña principal da vueltas alrededor de la vida del hijo más joven del Barón Lahnstein quién al regresa a sus tierras encuentra que es imposible entrar al castillo familiar. Hay dos escenarios individuales separados: The Masquerade (La Mascarada) y Cursed Castle (Castillo Maldecido) que son historias separadas que ocurren en otras ubicaciones de Eisenwald.
El gameplay está dividido a dos partes principales: el mapa global, con interacciones que incluyen búsquedas, compra y venta de armaduras, armas, pociones y otro equipamiento y elementos para equipar vuestro ejército, dirigir castillos y otras posesiones, y finalmente las batallas.
Las batallas consisten en confrontaciones entre el equipo del héroe (el cual puede tener hasta once tropas más) y un equipo enemigo. Al final de la batalla, el lado ganador recibe puntos de experiencia. Todas las unidades reciben XP proporcionalmente a su contribución en la batalla. Si hay suficiente XP acumulado por una unidad,  puede entonces mejorar a otro nivel, determinado por su árbol de mejoras si lo hay. La mejora de las unidades es libre e incluso si una unidad no es mejorada enseguida, sus puntos extra de mejora son guardados para más adelante.
A principios de una campaña, el jugador puede seleccionar su clase de héroe (Caballero, Baronesa, o un Místico). Cada clase tiene sus ventajas propias. Por ejemplo, un caballero puede aprender para montar un caballo, una baronesa puede utilizar arcos y ballestas, y un mago puede aprender hechizos en masa. A diferencia de unidades regulares, los héroes no cambian su imagen cuándo ellos mejoran, pero pueden aprender habilidades nuevas.
El árbol de habilidades del héroe está dividido en tres partes: combate, feudal y mando. Las habilidades de combate son únicas para cada clase mientras que feudal y mando son compartidas entre los tres tipos de héroes.

## Unidades
El juego cuenta con muchas unidades diferentes, incluyendo soldados, lanceros, nobles, piqueros, campesinos, arqueros, ballesteros, sacerdotes, monjes, curanderos, brujas y más, que tienen diferentes habilidades y parámetros. 

## Armas
Hay varios tipos de armas que tienen bonificaciones diferentes: espadas, mazas, hachas, arcos, dagas, espadas a dos manos, martillos, alabardas, ballestas y más. 